# Polyommatus lunulata
Polyommatus lunulata är en fjärilsart som beskrevs av Courvoisier 1903. Polyommatus lunulata ingår i släktet Polyommatus och familjen juvelvingar. Inga underarter finns listade i Catalogue of Life.